# Hans Herbert Blatzheim
Hans Herbert Blatzheim, auch HHB genannt, (* 27. November 1905 in Köln; † 1. Mai 1968 in Vico Morcote) war ein deutscher Großgastronom und Unternehmer. Er war mit der Schauspielerin Magda Schneider verheiratet und Stiefvater ihrer Tochter Romy Schneider.

## Karriere
Hans Herbert Blatzheim wurde 1905 als Sohn des Großkaufmanns Ludwig Blatzheim (* 10. August 1877 in Köln; † 17. September 1961 ebenda) in Köln geboren. Er besuchte zunächst ein städtisches Realgymnasium. Nach einer Banklehre wurde er 1926 Kassenchef bei Bankier Sternberg in der Metropol-Betriebe AG in Berlin. 1927 kehrte er nach Köln zurück und überredete seinen Vater, gemeinsam mit ihm einen gastronomischen Betrieb zu eröffnen. Vater Ludwig verkaufte daraufhin seine Anteile am 1923 übernommenen Café Schwerthof, und zusammen eröffneten sie im September 1927 die Bar Charlott-Chérie in der Brückenstraße neben dem Disch-Haus als Ort der Abendunterhaltung.
Es folgten das im Mai 1929 von Ernst Sagebiel fertiggestellte Café Wien am Hohenzollernring und im Mai 1930 das in Köln-Rodenkirchen gelegene Gartenlokal Rheinterrassen, das mit 3000 Stehplätzen das größte Kölner Tanzlokal seiner Zeit war. Es fiel 1938 dem Bau der Rheinbrücke Köln-Rodenkirchen zum Opfer. Im Januar 1932 stiegen Vater und Sohn als Betreiber des Großvarietés Groß-Köln ein, 1933 folgte das seit 1900 bestehende Volksvarieté Burghof auf der Hohe Straße und die Zoo-Terrassen in der Riehler Straße. Das vornehme Abendrestaurant Atelier kam 1934 hinzu und befand sich direkt neben dem Café Wien. 1935 bestand das Blatzheim-Imperium aus 15 Betrieben in Köln und Umgebung und stieg damit zum größten Unterhaltungskonzern Westdeutschlands auf.

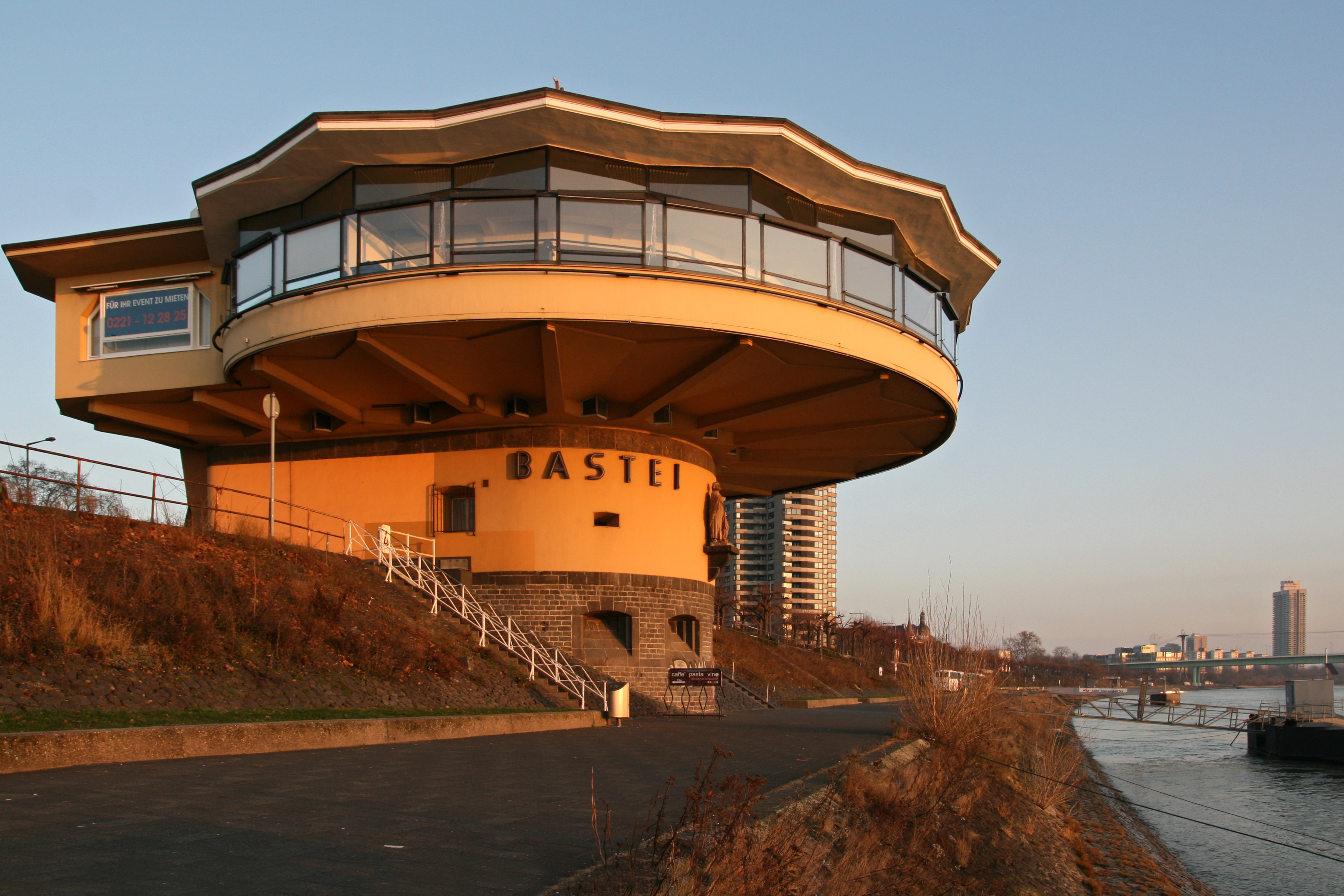
Die Bastei

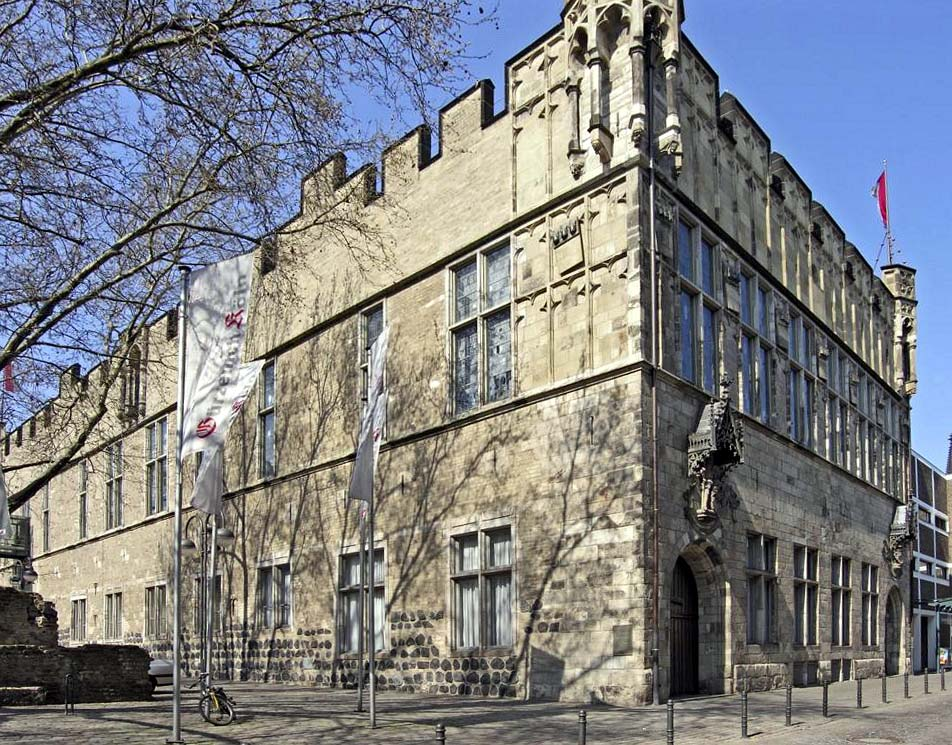
Der Gürzenich in Köln

Nach dem Krieg eröffnete Blatzheim im März 1953 den Kaiserhof am Hohenzollernring neu, nebenan befand sich das Theater Kaiserhof. Die Expansion setzte sich fort. Die Bewirtung des Gürzenichs gehörte seit der Wiedereröffnung am 2. Oktober 1955 zum Blatzheim-Konzern, und das Hotel Bellevue in Köln-Rodenkirchen bereicherte den Konzern von 1956 bis 1969. Mit dem Neubau des Capitol-Kinos wurde er im September 1954 auch Kinobetreiber. Die Bastei, ehemals Kölns „Tempel der Gourmets“ und mit einem Michelin-Stern ausgezeichnet, wurde seit 1958 betrieben.
Seit der Wiedereröffnung am 8. September 1959 fungierte Blatzheim auch als Caterer der Bonner Beethovenhalle. Sie verschaffte ihm das gastronomische Management der Staatsempfänge der Bundesregierung. Im März 1963 erhielt er von der ägyptischen Regierung einen Management-Vertrag für vier staatliche Luxushotels in Kairo, Luxor, Assuan und Marsa Matruh. Der Blatzheim-Konzern fokussierte sich schließlich auf Lokalketten wie die Nachtbar-Kette tabu Existenzialistenkeller am Hohenzollernring 97, die am 30. Dezember 1949 in Köln eröffnete und dann außerhalb Kölns expandierte. Es folgten Ketten wie Crazy Club, Eve-Bars und Black Horse.

### Wirtschaftliche Situation
Bereits 1956 stand das Blatzheim-Imperium nach der Steigenberger Hotel Group auf Rang 2 der deutschen Gastronomieunternehmen. Die Unternehmensgruppe konnte zwischen 1958 und 1965 im Durchschnitt eine hohe Dividende von 17,7 % erzielen. Im Oktober 1958 erwarb Blatzheim mit dem Brüsseler Spitzenlokal Rotisserie Ardennaise sein erstes ausländisches Restaurant. Ab 1966 erwirtschaftete der inzwischen aus 71 Lokalen und Hotels bestehende Konzern keine Gewinne mehr, und bei einem Umsatz von 41 Millionen DM entstand erstmals ein Verlust von 44.000 DM. Lokalketten wie Edelweiß, tabu, Black Horse, Eve und Habanera mussten deshalb bis 1967 schließen. Der Konzern wandelte Lieferantenschulden in ein Schuldscheindarlehen in Höhe von 1,729 Millionen Mark DM um, damit er seine Liquidität entlasten konnte. Bis 1972 addierte sich der Verlust – bei einem auf 32 Millionen DM gesunkenem Umsatz – auf 750.000 DM.

## Privatleben und Beziehung zu Romy Schneider
Hans Herbert Blatzheim war in erster Ehe mit der aus Paris stammenden Florence Vroome verheiratet, aus deren Ehe drei Kinder hervorgingen. Nach dem Tod des Vaters 1961 wohnte Blatzheim bis Januar 1966 in der väterlichen Villa in der Pferdmengesstraße, die durch die Villenkolonie Köln-Marienburg verläuft. Durch die medienwirksame standesamtliche Trauung Blatzheims mit Magda Schneider am 11. Dezember 1953 übernahm er die Rolle des Stiefvaters der noch minderjährigen Romy Schneider, um deren Karriere er sich intensiv bemühte. Er verwaltete ihre Einnahmen, schlug ungünstige Rollenangebote aus und behielt sich ein Einspruchsrecht bei Drehbuch und Wahl des Regisseurs vor. So schlug er Hauptrollen Romy Schneiders in Der Kongreß tanzt und Die Drei von der Tankstelle aus. Auch ein Angebot für einen Film des spanisch-mexikanischen Regisseurs Luis Buñuel lehnte er ab. Blatzheim sah in der jungen Schauspielerin ein Produkt und verplante ihr Leben werbewirksam für seine eigenen Zwecke. Schneider nannte ihn „Daddy Blatzheim“ und ging zu ihm auf kritische Distanz. Ihre Beziehung blieb stets angespannt. Er übernahm die Rolle ihres Managers und erwartete von ihr, dass sie sich in seine Gastronomiebetriebe mit ihrer Popularität einband. So trat sie im Atelier auf und wirkte bei Eröffnungsfeiern mit.
Alice Schwarzer berichtete in der Dokumentation Alice Schwarzers Interview mit Romy Schneider, dass Blatzheim der jungen Romy Schneider im Hause ihrer Mutter nachgestellt habe und sexuellen Kontakt mit ihr haben wollte. Dieses Verhalten Blatzheims habe sie (Romy Schneider) sehr belastet.
Blatzheim hatte inzwischen für 750.000 Schweizer Franken die Villa Ri-Rita im Dorf Vico Morcote am Luganer See in der Nähe von Lugano erworben, erbaut für den Schweizer Erfinder und Unternehmer Martin Othmar Winterhalter. Dieser hatte seine Villa im Januar 1949 verlassen müssen und war für unmündig erklärt und in eine psychiatrische Klinik eingeliefert worden. Blatzheim nannte das Anwesen Villa Maro, eine Abkürzung aus Magda und Romy. Nun konnte er mit den Tessiner Finanzbehörden einen legalen, steuermindernden Pauschalvertrag abschließen. In der Villa arrangierte er die Verlobungsfeier für Schneider und Alain Delon am 22. März 1959 – medienwirksam in Szene gesetzt. Blatzheims Beziehungen zum Kölner Milieu machten Dummse Tünn zeitweise zum Leibwächter Schneiders. Im April 1965 eröffnete er zehn Restaurants im gerade fertiggestellten Berliner Europa-Center.

## Tod und Nachleben
Nachdem sich Blatzheim in früheren Jahren von zwei Schlaganfällen gut erholt hatte, starb er überraschend am 1. Mai 1968 im Alter von 62 Jahren in seiner Tessiner Villa an einem Herzinfarkt. Der „Gastronomie-Zar“ genannte Blatzheim hinterließ etwa 80 Gastronomiebetriebe in ganz Westeuropa. Romy Schneiders Kontakte mit ihm waren seit der aufgelösten Verlobung mit Delon selten geworden; zu seinem Begräbnis konnte sie wegen der Dreharbeiten zu Ein Pechvogel namens Otley nicht anreisen. Nach seinem Tod stellte sich heraus, dass Blatzheim rund 1,2 Millionen Schweizer Franken vom Vermögen Romy Schneiders veruntreut hatte, um seine Unternehmen vor dem Bankrott zu retten.

## Nachfolge
Jochen Blatzheim (* 1942), sein Sohn aus erster Ehe, leitete bis zum Jahr 2017 die Blatzheim-Gaststättenbetriebe GmbH, zu der unter anderem mehr als 50 Jahre auch die Restaurants des Gürzenichs sowie die Bastei gehörten. Ein weiterer Sohn, Dieter, kam 1966 bei einem Autounfall ums Leben.